# Миненко, Нина Адамовна
Н́ина Ада́мовна Мине́нко (род. 24 декабря 1941, Коростышев, Житомирская область) — советский и российский историк. Доктор исторических наук (1978), профессор (1981).

## Биография
Родилась 24 декабря 1941 года в Коростышеве Житомирской области.
Окончила в 1967 году гуманитарный факультет Новосибирского государственного университета (НГУ) по специальности «История» (первый выпуск факультета; класс Марины Михайловны Громыко). С 1967 по 1970 год проходила обучение в этом же вузе в очной аспирантуре. В 1970 году Н. А. Миненко защитила кандидатскую диссертацию по теме «Население Нижнего Приобья в XVIII — первой половине XIX в.», а в 1979 году — докторскую «Русская крестьянская семья в Западной Сибири XVIII — первой половине XIX в. Историческое исследование».
В период с 1970 по 1989 год работала на кафедре истории СССР НГУ. С 1982 года являлась заведующей кафедрой истории СССР, в 1983—1988 годах — деканом гуманитарного факультета НГУ. В 1989—1995 годах — сотрудник Института истории и археологии УрО РАН, где была заместителем директора по научной работе и заведующей отделом истории России XVI—XIX веков.
С 1989 года Нина Миненко работала на историческом факультете Уральского университета (сначала по совместительству, с 1995 года — штатным преподавателем), возглавляла кафедру этнологии и специальных исторических дисциплин со времени её организации в 1993 году.
С 2001 года заведует кафедрой археологии, этнологии и специальных исторических дисциплин. Читает учебные курсы по темам: «Этнокультурная история восточных славян», «Этнография народов Урала», «Государственная власть и народы России: XVIII — начало XX в.», «Истории русского зарубежья». Преподавала в Институте по переподготовке и повышению квалификации преподавателей гуманитарных и социальных дисциплин Уральского университета, а также в екатеринбургской Школе Би-Би-Си.
Является заместителем председателя диссертационного совета по истории и членом диссертационного совета по истории и теории культуры при Уральском государственном университете.
Награждена медалью «За трудовую доблесть».

## Научная деятельность
Основная сфера научных интересов — история и этнография Урала и Сибири XVI—XIX веков. Также занимается проблемами историографии, источниковедения, исторической демографии (по материалам Урала и Сибири). Руководит научным изучением темы «Горнозаводские люди в XVIII—XIX вв.: общественное сознание и быт».
Имеет свыше 260 публикаций, среди них более 20 монографий и 10 учебных пособий. Несколько работ Н. А. Миненко изданы за рубежом — в США, Великобритании и Швеции. Её труды характеризуют важнейшие стороны традиционной культуры русского крестьянства восточных районов России поздних Средних веков. Нина Минченко исследовала историю крестьянской семьи и общины, отразила историю казачества, проследила родство русского населения с западносибирскими народамия, культуру, быт, социальные отношения коренных народов Сибири и русских поселенцев. Разработанные Н. А. Миненко учебные курсы «Этнография русского народа», «Этнокультурная история Урала» вошли в учебно-методический комплект для школ «Этнокультурное образование».
Подготовила 24 кандидата, двух докторов исторических наук. Среди докторов наук: О. Н. Шелегина (1986 — кандидатская, 2015 — докторская), А. И. Куприянов (1987, 2008), А. Р. Ивонин (1987, 2000), И. В. Побережников (1988, 2011), А. С. Зуев (1989, 2006).

## Избранные публикации
- Н. А. Миненко. Северо-Западная Сибирь в XVIII — первой пол. XIX в. : ист.-этногр. очерк. Новосибирск, 1975.
- Н. А. Миненко. Русская крестьянская семья в Западной Сибири (XVIII — первой пол. XIX в.). Новосибирск, 1979.
- Н. А. Миненко. Историография Сибири дооктябрьского периода (кон. XVI — нач. XIX в.). Новосибирск, 1989 (в соавт.).
- Н. А. Миненко. Живая старина : Будни и праздники сибирской деревни в XVIII — первой пол. XIX в. Новосибирск, 1989.
- Н. А. Миненко. Экологические знания и опыт природопользования русских крестьян Сибири в XVIII — первой пол. XIX в. Новосибирск, 1991.
- Н. А. Миненко. Русская крестьянская община в Западной Сибири XVIII — первой пол. XIX в. Новосибирск, 1991.
- Н. А. Миненко. Культура русских крестьян Зауралья XVIII — первой пол. XIX в. М., 1991.
- Н. А. Миненко. Секретные узники сибирских острогов : (Очерки истории политической ссылки в Сибири второй четв. XVIII в.). Новосибирск, 1992.
- Н. А. Миненко. Древний город на Оби : История Сургута. Екатеринбург, 1994 (в соавт.).
- Н. А. Миненко. Призрак мужицкой воли: История о том, чем занимался в Ирбите «Великий князь» Михаил Николаевич (1802 г.) // Родина. — 1994. — N 10. — С.34-36.
- Н. А. Миненко. История казачества Азиатской России. Екатеринбург, 1995. Т. 1, 2. (в соавт.).
- Н. А. Миненко. Традиционная культура русского крестьянства Урала XVIII—XIX вв. Екатеринбург, 1996.
- Н. А. Миненко. Город на Исети: страницы Шадринской летописи. Шадринск, 1997 (в соавт.).
- Н. А. Миненко. Любовь и семья у крестьян в старину : Урал и Сибирь в XVIII—XIX вв. Челябинск, 1997.
- Н. А. Миненко. Право и обычай в крестьянской семье : (Урал и Сибирь в XVIII—XIX вв.). Челябинск, 1998.
- Н. А. Миненко. Iron-Making Societies // Early Industrial Development in Sweden and Russia, 1600—1900. Oxford, 1998 (в соавт.).
- Н. А. Миненко. Омск в панораме веков. Омск, 1999 (в соавт.).
- Н. А. Миненко. История местного самоуправления на Урале в XVIII — начале XX в.: город, село, деревня. Екатеринбург, 1999 (в соавт.).
- Н. А. Миненко. История Ханты-Мансийского автономного округа с древности до наших дней. Екатеринбург, 1999 (в соавт.).
- Н. А. Миненко. Сибирские реликвии : Из собрания Тобольского музея. М., 2000 (в соавт.).
- Н. А. Миненко. Горнозаводские центры и аграрная среда в России: взаимодействия и противоречия (XVIII — первая половина XIX в.). М., 2000 (в соавт.).
- Н. А. Миненко. Очерки истории Югры. Екатеринбург, 2000 (в соавт.).
- Н. А. Миненко. Сельское и городское самоуправление на Урале в XVIII- начале XX в. М., 2003 (в соавт. с Е. Ю. Апкаримовой, С. В. Голиковой, И. В. Побережниковым).
- Н. А. Миненко. Тюмень: летопись четырёх столетий : Ист-худож. иллюстрированное изд. СПб., 2004.
- Н. А. Миненко. Повседневная жизнь уральского города в XVIII — начале XX в. М., 2006 (в соавт. с Е. Ю. Апкаримовой, С. В. Голиковой).